# Julius Jäger (Heimatforscher)

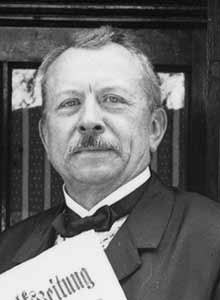
Julius Jäger, um 1905

Julius Jäger (* 22. Dezember 1848 in Vienenburg; † 23. Juli 1924 in Duderstadt) war ein Gymnasiallehrer und Heimatforscher in Osnabrück und Duderstadt.

## Leben
Jäger besuchte das Gymnasium Josephinum zu Hildesheim und studierte ab 1870 Alte Sprachen, Deutsch und Geschichte in München und Göttingen, wo Georg Waitz sein Lehrer war. 1874 schloss er sein Studium mit Staatsexamen und Promotion zum Dr. phil. ab. Nachdem er jeweils kurze Zeit Lehrer an den Gymnasien in Hildesheim und Telgte war, unterrichtete er 10 Jahre lang 1876–1886 als Oberlehrer am Duderstädter Progymnasium. In diesen Jahren veröffentlichte er Urkundenbücher und kulturhistorische Arbeiten, besonders über Duderstadt und das Eichsfeld. 1888 wurde er an das Gymnasium Carolinum in Osnabrück versetzt. Auch hier beschäftigte sie Jäger mit der Ortsgeschichte; zunächst erstellte er ein Verzeichnis der Schüler des Gymnasiums Carolinum zu Osnabrück 1625–1804 und die Festschrift Die Schola Carolina Osnabrugensis (1904). Zur Erschließung von Johann Carl Bertram Stüves Geschichte des Hochstifts Osnabrück legte Jäger, der seit 1888 Schriftführer des Historischen Vereins Osnabrück war, ein umfangreiches Register an (1906). Nach seiner Versetzung nach Duderstadt, wo er als Direktor des Gymnasiums seit 1906 tätig war, nahm er seine Forschungen über das Eichsfeld und Duderstadt wieder auf. So gab er ab 1916 die Zeitschrift „Unser Eichsfeld“ heraus. Auch der erste Band des posthum 1933 erschienenen Eichsfelder Urkundenbuchs beruht auf seiner Arbeit. Jägers Grabstelle auf dem St.-Paulus-Friedhof ist erhalten und die Stadt Duderstadt benannte eine Straße nach ihm.

## Schriften (Auswahl)
- Schüler des Gymnasiums Carolinum zu Osnabrück 1625–1804, Osnabrück.
- Die Schola Carolina Osnabrugensis. Festschrift, Osnabrück 1904.
- Alt-Duderstadt, Duderstadt 1914.
- (Hrsg.): Duderstadt. Chronik von Johannes Barckefeldt Bürgermeister daselbst 1683, Duderstadt 1920.
- Bilder aus der Goldenen Mark Duderstadt, Teil I und II, Duderstadt 1922.
- (Bearb.): Urkundenbuch des Eichsfeldes. Teil 1: Anfang saec. IX bis 1300, Magdeburg 1933.